# Корвара ин Бадија
Корвара ин Бадија (итал. Corvara in Badia) је насеље у Италији у округу Болцано, региону Трентино-Јужни Тирол.
Према процени из 2011. у насељу је живело 756 становника. Насеље се налази на надморској висини од 1532 м.

## Становништво
| 1931. | 1936. | 1951. | 1961. | 1971. | 1981. | 1991. | 2001. | 2011. |
| ----- | ----- | ----- | ----- | ----- | ----- | ----- | ----- | ----- |
| 420   | 477   | 577   | 682   | 951   | 1.183 | 1.236 | 1.266 | 1.320 |